# Parafia Matki Boskiej Nieustającej Pomocy w Bydgoszczy
Parafia Matki Boskiej Nieustającej Pomocy w Bydgoszczy – rzymskokatolicka parafia w Bydgoszczy wchodząca w skład dekanatu Bydgoszcz III diecezji bydgoskiej. Obejmuje część osiedla Szwederowo.

## Historia
Parafia powstała 1 maja 1924 r. w wyniku podziału parafii farnej na podstawie dekretu kardynała Edmunda Dalbora. Uroczysta introdukcja pierwszego proboszcza ks. Jana Konopczyńskiego nastąpiła 23 lutego 1930 r.
29 maja 1966 na placu przy kościele odbyły się uroczystości Tysiąclecia Chrztu Polski. Prymas Stefan Wyszyński dokonał wówczas koronacji obrazu „Matki Boskiej z Różą”.
W 2004 ks. Andrzej Kłosiński został ustanowiony nowym proboszczem. 

## Kościół parafialny
Świątynią parafialną jest kościół Matki Boskiej Nieustającej Pomocy. Wzniesiono go w latach 1926–1928.

## Proboszczowie
| Lata      | Ksiądz                                     | Uwagi |
| 1920–1946 | Jan Konopczyński                           | Organizator parafii; budowniczy kościoła i plebanii; działacz społeczny i honorowy radca miejski; aresztowany i zwolniony przez gestapo w listopadzie 1939 r., po 1945 r. uczestniczył w procesie normalizacji życia w mieście; dziekan Bydgoszczy. |
| 1946–1972 | Czesław Rólski                             | Od 1968 wicedziekan Bydgoszczy. |
| 1972–2004 | Władysław Mielcarek (9.10.1925-24.11.2021) | Budowniczy domu katechetycznego; upiększył kościół i jego otoczenie; od 1995 r. dziekan dekanatu Bydgoszcz III; zmarł jako najstarszy żyjący kapłan diecezji.                                                                                       |
| od 2004   | Andrzej Kłosiński                          | Od 2005 r. Dziekan Dekanatu Bydgoszcz III Południe, Prałat - Kapelan Jego Świątobliwości. |